# Elaphomyces granulatus
Espèce
Synonymes
- Lycoperdon cervinum L., 1753
- Elaphomyces cervinus (L.) Schltdl., 1824

Elaphomyces granulatus  est une espèce de champignons très communs. Il est cependant presque inconnu du grand public, car ne se développant que sous le sol durant tout son cycle de vie, y compris pour sa fructification.  Il est souvent appelé truffe du cerf ou truffe des cerfs (y compris par les anglophones qui parlent de Hart's Truffle ou de False Truffle), nom qui peut aussi désigner de nombreuses autres espèces proches, difficile à différencier à  l'œil nu.

Malgré son nom, ce n'est pas une truffe « vraie » au sens culinaire du terme. Il est peu consommé et peu recherché par l'homme car peu goûteux.

Il est par contre très apprécié par de nombreux animaux, dont les sangliers et l'écureuil roux qui recherchent activement ses fructifications pour s'en nourrir. Ces animaux jouent un rôle important pour l'espèce, car ils en diffusent les spores, ce qui permet la reproduction du champignon (qui a par ailleurs besoin que l'on conserve une quantité minimale de bois mort dans les forêts).

## Étymologie

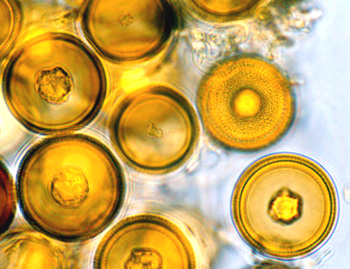
Spores d' Elaphomyces granulatus, notamment dispersées par les sangliers et écureuils quand ils mangent le champignon

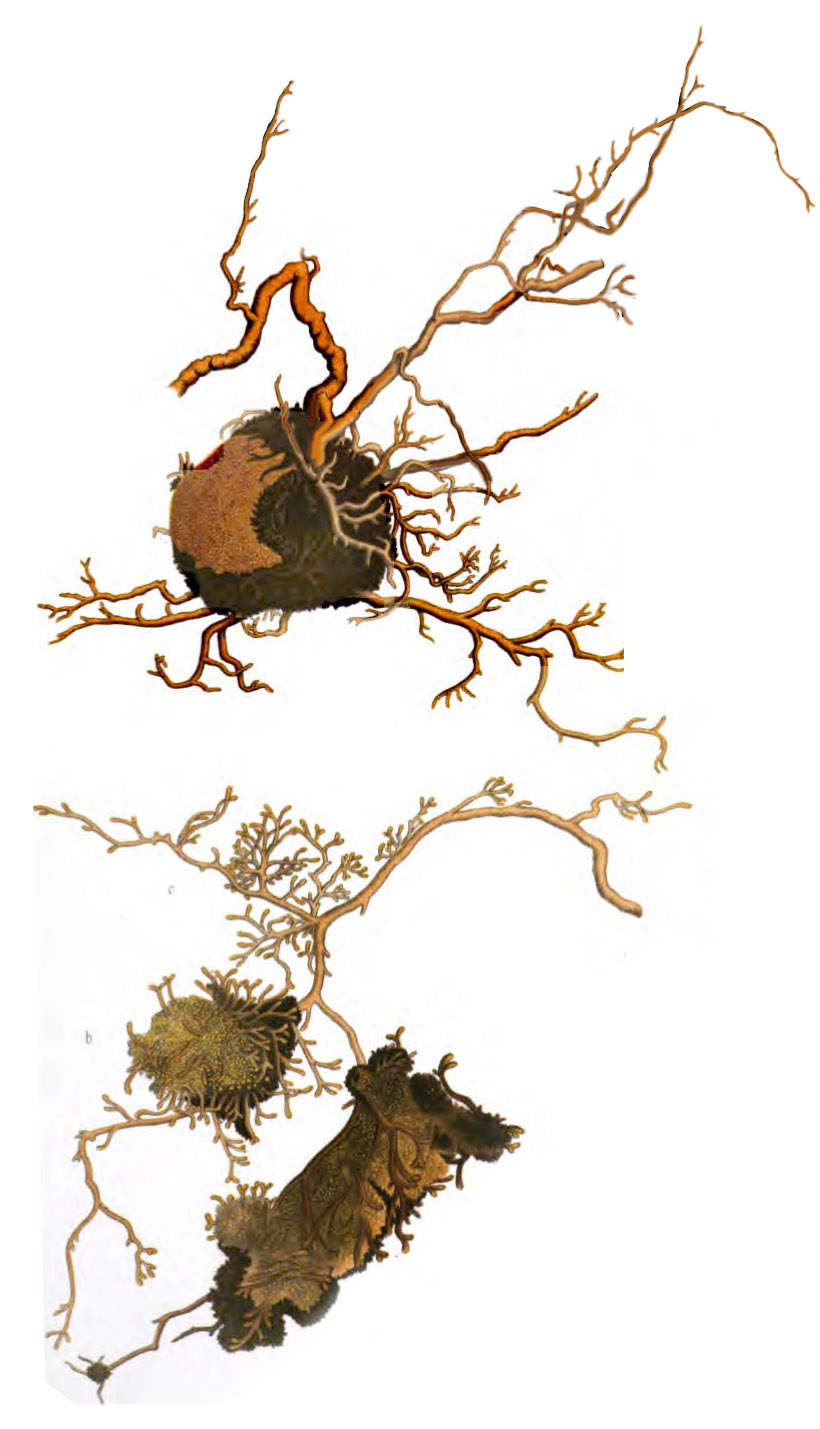
D'après les planches dessinées et colorées illustrant le livre des Dr Reess Fisch : Bau und Lebensgeschicte der Hirschtrüffel Elaphomyces, publié à Cassel, par T. Fischer en 1887

Le nom scientifique Elaphomyces granulatus de ce champignon évoque à la fois le cerf élaphe (autrefois réputé le consommer ?) et l'aspect très nettement « granuleux » de l'enveloppe externe de sa fructification.

## Habitat, répartition et biomasse
Ce champignon apprécie les forêts anciennes.

Il nécessite probablement la présence de ses espèces symbiotes, mais aussi d'animaux capables d'en disséminer les spores.
Bien qu'éventuellement surprédaté là où les sangliers sont anormalement nombreux (faute de prédateurs naturels et à la suite de l'agrainage par exemple), il semble pouvoir être un intéressant bioindicateur de naturalité forestière, car il a besoin pour s'épanouir d'un humus de qualité (qu'il contribue à produire et entretenir) et pour cela d'une quantité minimale de bois mort et de matières organiques. On a au milieu des années 1990 clairement montré en Amérique du Nord que les sporocarpes de ce champignon sont beaucoup plus nombreux dans les forêts anciennes du Nord-ouest riches en vieux arbres et bois mort, ainsi la biomasse de sporocarpes hypogés était de 0,78 kg/ha dans de jeunes peuplements issus d'aménagement forestier, soit bien plus faible que les 4,02 à 4,51 kg/ha trouvés dans les forêts anciennes à peuplements naturels vieux et matures, avec un pic d'abondance en été, et une biomasse minimale en hiver.
En Europe, il a été recherché dans la forêt du Palatinat (sud-ouest de l'Allemagne) avec l'aide d'un chien truffier.
Dans les zones où cette recherche a été effectuée, il était présent à raison d'une truffe par 20 mètres carrés en moyenne, principalement dans les zones de résineux dans ce cas, mais parfois aussi en forêts mixtes ou de feuillus ailleurs.

## Importancetrophiqueetécologique
À certaines époques de l'année (au moment de la fructification et peu après), là où cette truffe est abondante et d'autres nourritures peu disponibles, jusqu'à 80 % des crottes d'écureuil roux ou de micro-mammifères sont constituées de spores de ce champignon. Des animaux qui comme des écureuils ou geais enterrent des provisions de glands ou noisettes pourraient ainsi contribuer à faciliter la mycorhisation des jeunes plants, tout en diffusant les spores de ce champignon.
Ceci pose néanmoins problème car ce champignon accumule particulièrement bien certains métaux lourds, dont les radionucléides issus des retombées de la catastrophe de Tchernobyl. D'autre part, la gestion sylvicole intensive diminue le nombre d'espèces et la disponibilité des champignons, truffes en particulier, pouvant affaiblir certaines populations d'écureuils en les privant d'une source importante de nourriture, (notamment en hiver).

## Symbioses, parasitisme
Cette espèce est encore mal connue du point de vue de ses interactions durables avec les arbres, les bactéries du sol ou d'autres espèces de champignons.
Elle semble pouvoir mycorhizer plusieurs espèces (dont pins, chêne, noisetier). En s'associant à ces espèces, E. Granulatus produit des nodules et déformations apparentes des racines. Ainsi a-t-on d'abord cru qu'il était un simple parasite, voire un pathogène ; Philippe Édouard Léon Van Tiegen (1839-1914) écrivait dans son traité de botanique de 1884 :
« Peut-être vit-il alors en parasite sur les racines des arbres, comme ce paraît être le cas pour l'Elaphomyces granulatus sur les racines des Pins, qui en éprouvent une ramification anormale et des déformations »
E. granulatus, comme d'autres « truffes » peut être lui-même parasité par d'autres champignons  Cordyceps dont Cordyceps capitata et Cordyceps langue de serpent (Elaphocordyceps ophioglossoides) (à ne pas confondre avec Geoglossum nigritum) à la forme caractéristique, qui peut signaler la présence de son hôte (ou celle d'autres espèces proches telles que la Truffe du cerf muriquée (Elaphomyces variegatus). Peut-être cette interaction permet-elle à la truffe de se signaler aux sangliers ou écureuils qui pourraient ainsi plus facilement la détecter, ou à d'autres animaux à l'odorat moins sensible ?

## Problèmes induits par la capacité d'Elaphomyces à bioconcentrer le césium radioactif
Plusieurs espèces de champignons sont connues pour leurs interactions avec les radionucléides et leurs capacités à bioconcentrer certains métaux radioactifs. Les Elaphomyces font partie de ceux-ci.
Des sangliers radioactifs et des truffes du cerf contaminées ont été conjointement trouvés par exemple en Suisse par l'Institut fédéral de recherche sur la forêt, la neige et le paysage (WSL) (avec « jusqu'à cinq fois la valeur limite de 1 250 becquerels de césium par kilogramme »), mais il ne semble pas y avoir en Europe de suivi des micromammifères ni de cette espèce de truffe en matière de sécurité radiologique.
Dans les forêts du Palatinat, ce champignon contenait un taux moyen de césium radioactif alarmant (6 030 Bq/kg), à la suite du passage du nuage de Tchernobyl.
Après la catastrophe de Tchernobyl, des sangliers radioactifs ont été signalés dans la plupart des zones touchées par le nuage.
Selon l'IRSN, en 1986, en France, la radioactivité des champignons (mets particulièrement recherché par les sangliers) était 5 à 10 fois plus élevée que celle du lait ou des céréales (273 à 1 165 Bq/kg pour les champignons analysés dans le Parc National du Mercantour). Plus grave, elle a diminué beaucoup plus lentement chez les champignons, de même que la radioactivité du gibier de 1986 à 2003 (dépassant parfois la limite de commercialisation), ce qui montre qu'il y a bioconcentration et contamination persistante de la  chaîne alimentaire.
Un sanglier consommant les champignons sur une tache de contamination du Mercantour, selon l'IRSN, était alors exposé à une « dose efficace » très élevée (de 10 à 100 µSv) de radioactivité, mais les champignons à fructification souterraine n'avaient pas été pris en compte par cette étude, alors qu'on sait qu'ils concentrent probablement mieux encore la radioactivité, avec toutefois un délai-retard lié au temps de percolation du césium dans le sol (1 cm par an en moyenne).
Comme il faut en moyenne 20 ans pour que le césium atteigne leur zone principale de prospection, on peut penser que c'est vers 2006 que ces champignons devraient commencer à devenir très radioactifs, ainsi donc que les sangliers, écureuils, certains micro-mammifères et les animaux qui les mangent ou mangent leurs cadavres, ou ceux qui consommeront des nécrophages. Des études publiées en 2005 et 2005,, montre que le phénomène s'aggrave pour le sanglier. Elle a porté sur la contamination du sanglier sauvage par le radiocésium de Tchernobyl dans le Land de Rhénanie-Palatinat (Allemagne), par analyses d’échantillons de 2 433 sangliers tirés dans une zone de 45 400 ha de forêts dans l’ouest de cette région, de janvier 2001 à février 2003. Les deux dernières années de l’étude (mai 2002 à février 2003), les chercheurs ont aussi étudié le contenu et la radioactivité des estomacs de 689 des sangliers tués. Les résultats montrent que la viande de sanglier suit une courbe saisonnière de contamination en dépassant les taux admissibles en été pour 21 à 26 % des sangliers, avec une forte réduction en hiver (1-9.3 %) qui indique une consommation plus élevée de nourriture contaminée durant la période de végétation. Le déclin de la contamination observé en automne semble lié à une grande consommation de glands et faînes de hêtres pas ou peu contaminés.
L’été 2002, une analyse précise du contenu en nourriture des 18 estomacs les plus radioactifs (345 à 1 749 Bq/kg de matière fraîche) a été faite, ainsi que pour les 18 estomacs présentant les plus bas taux de césium radioactif (moins de 20 à 199 Bq/kg). Des restes de truffes du cerf commun (Granulatus Elaphomyces) ont été trouvés dans des proportions beaucoup plus élevées dans les estomacs très contaminés que dans des estomacs faiblement contaminés.
Ces radionucléides (ex : césium de Tchernobyl, ou provenant antérieurement des retombées des essais nucléaires aériens de la seconde moitié du XXe siècle) percolent lentement dans le sol pour atteindre la zone de prospection de ces champignons après une vingtaine d'années environ. Ainsi peut-on craindre qu'à partir des années 2005 le césium de Tchernobyl commence à s'accumuler dans ces champignons, car ceux-ci contaminent déjà la chaîne alimentaire, dont des espèces-gibier (contamination avérée dans quelques cas pour le sanglier). Une concentration croissante pourrait alors perdurer des années, voire des décennies, avec (à vérifier) une éventuelle contamination des arbres vivant en symbiose avec de champignon.
Remarque : Il n'est pas exclu que d'autres espèces de truffes puissent également bioaccumuler des radionucléides.

## Composition
« Elaphomyces a été étudié dans sa composition par Trommsdorf, qui (en 1869) a signalé, dans l'Elaphomyces granulatus de l'osmazôme, une résine molle, une matière colorante, de l'huile volatile et de l'huile grasse, du sucre… ».

## Espèces proches
- Elaphomyces muricatus
- Elaphomyces persoonii
- Elaphomyces virgatosporus
- Elaphomyces aculeatus
- Balsamia polysperma
- Balsamia vulgaris
- Choiromyces meandriformis
- Genea klotzschii
- Gautieria mexicana
- Tuber sp.